# Anders Richman den yngre
Anders Reinhold Richman, född 28 september 1786 i Falun, död 26 januari 1862 i Falun, var en svensk målarmästare och dekorationsmålare.
Han uppges vara son till en kopparslagare i Falun. Richman antogs som lärling till dekorationsmålaren Johan Nils Asplind i Falun 1798 och blev gesäll 1805 och mästare i Falun 1822. Han studerade vid Konstakademien i Stockholm omkring 1806-1810 och medverkade i akademiens utställningar 1809–1810. I Falun arbetade han som porträttmålare och dekorationsmåleri. För Åls kyrka kompletterade han altartavlan med en tempelfront och för Djura kapell utförde han oljemålningen Kristus i Getsemane. Richman finns representerad i Kopparbergs bergslags konstsamling med ett porträtt av gruvläkaren Gustav Wollrath. Det råder en viss osäkerhet om övriga arbeten som tillskrivs Richman de kan vara utförda av hans namne och släkting Anders Richman.